# شیر قلعه

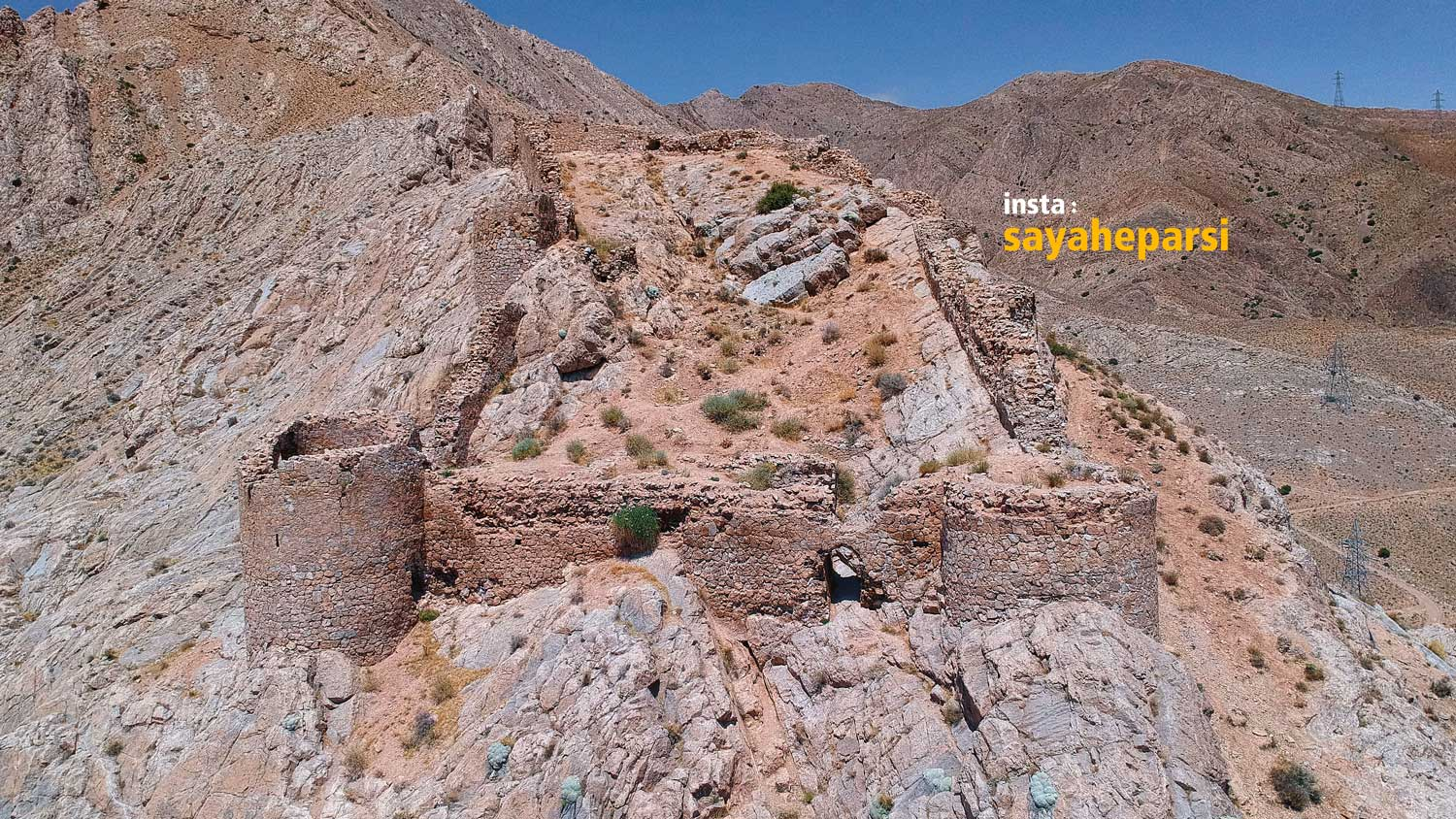
شیر قلعه

شیر قلعه از آثار تاریخی استان سمنان مربوط به پیش از اسلام - دوران‌های تاریخی پس از اسلام است. شیرقلعه در فاصله ۱ کیلومتری شمال غرب شهمیرزاد واقع شده است. این اثر در تاریخ ۵ آذر ۱۳۸۰ با شمارهٔ ثبت ۴۴۲۷ به‌عنوان یکی از آثار ملی ایران به ثبت رسیده است. محل مذکور در بین دو رشته کوه و داخل دره واقع شده و بر روی قله کوه شمالی آن آثار قلعه‌ای بچشم می‌خورد که به نام شیر قلعه معروف می‌باشد. ساختمان شیر قلعه شهمیرزاد در ردیف قلعه‌های سارو است و این قلعه نیز از پناهگاه‌های مستحکم اسپهبدان طبرستان بوده است.
در افسانه های محلی و بین مردم این قلعه تاریخی و زیبا را طلسم شده می پندارند و کمتر کسی وارد قلعه میشود